# Белянкин, Евгений Осипович
Евге́ний О́сипович Беля́нкин (2 июля 1924, село Зубрилово, Саратовская губерния — 20 ноября 2006, Москва) — российский писатель, член Союза писателей СССР.

## Биография
Евгений Осипович Белянкин родился 2 июля 1924 года в селе Зубрилово (ныне — Тамалинский район Пензенской области).
В ноябре 1942 года ушёл добровольцем в армию. Был курсантом Ульяновского военного училища связи, потом в Тамбове окончил Окружные курсы младших лейтенантов. В мае 1944 года оказался на передовой. В течение года воевал во 2-й стрелковой дивизии 3-го Белорусского фронта. Был дважды ранен. Командовал пулемётным взводом. После войны служил в Киевском военном округе. В городе Нежине окончил среднюю школу и получил аттестат.
В августе 1946 года сдал экзамены в Институт механизации сельского хозяйства имени М. И. Калинина.
Учился на заочном отделении и одновременно трудился инженером-механиком, корреспондентом казанских газет.
В 1958 году роман «Вислый камень» вышел в свет в издательстве «Советская Россия», в 1959 году автора приняли в Союз писателей СССР.
Член Международной ассоциации писателей баталистов и маринистов.

### Автобиография
«Я родился 2 июля 1924 года в селе Зубрилово Балашовского уезда (теперь Тамалинский район Пензенской области). Детство прошло в городе Ртищево, куда меня увезли ребёнком. В четырнадцать лет вернулся в родные места. Красивое поэтическое село над Хопром, связанное с Державиным, Крыловым, Борисовым-Мусатовым, конечно, вызывало у меня немало художественных ассоциаций. Писать стал рано.
Из Зубрилово юношей пошел на войну. Первый бой принял под Минском в Белоруссии командиром пулеметного взвода. В составе гвардейской дивизии освобождал Польшу, Восточную Пруссию. Штурмовал Кенигсберг. Дважды был ранен, но возвращался на фронт. Награждён орденами Отечественной войны 1 и 2 степеней, орденом Красной Звезды, медалью „За взятие Кенигсберга“ и другими.
После войны окончил Саратовский институт механизации сельского хозяйства, а позже — Литературный институт имени М. Горького в Москве. Работал в Казани в министерстве сельского хозяйства, а затем заведующим отделом в газете „Советская Татария“.
С 1959 года член Союза писателей России и Международной ассоциации писателей-баталистов и маринистов. Руководил творческой студией в Москве, наставник многих известных журналистов и писателей, в частности, стоял у истоков писательской судьбы Василия Шукшина. Автор известной и популярной книги о развитии творческих способностей „Как стать талантливым“.
Своё литературное творчество начал романом „Вислый камень“ в 1958 году и получил высокую оценку Шолохова. В дальнейшем написал множество исторических, детективных, военно-приключенческих и детских романов. Основные произведения: „Вислый камень“ 1958, „Садыя“ 1960, „Женщина с историей“ 1964, „Застава“ 1977, „Девятый вал“ 1984, „Короли преступного мира“ 1995, „Империя контрабандистов“ 1995, „Русские гангстеры“ 1996, „Блудный старец Гришка Распутин“ 2001, „Тайная свадьба императора“ 2001, „Сексуальные войны“ 2003, „Интимная жизнь элиты“ 2003, „Судьба и любовь Коко Шанель“ 2005.
Сорок лет работал над романом-эпопеей „Оборона Севастополя“ (вышел в свет в 2004 году) о героической обороне города русской славы в годы Великой Отечественной войны, за который получил литературную премию „Золотой венец границы“. От имени руководства ВМФ адмирал И. Касатонов одним из первых высоко оценил это произведение: „Благодарю за личный вклад в дело становления государственности великой России“. Пресса не раз отмечала, что роман-эпопея „по праву может быть поставлена в один ряд с военно-историческими произведениями Льва Толстого и Сергея Сергеева-Ценского“».

## Семья
- Мать — Белянкина Мария Ефимовна
- Отец — Белянкин Иосиф Васильевич
- Брат — Белянкин Николай Иосифович
- Брат — Белянкин Борис Иосифович
- Сестра — Белянкина Валентина Иосифовна

### Евгений Белянкин о своих родителях
«Отец писателя Евгения Осиповича Белянкина — Осип Васильевич Белянкин — коренной Зубриловский. Родился в крестьянской семье. С детства отличался мелодичным звонким голосом, пел в церковном хоре. Голосистыми были и братья, и другие родственники.
Мальчик Осип понравился князю Голицыну (в те времена Голицыны подбирали дворню из своего родового имения Зубрилово). Тот взял мальчика в Москву, откуда отправил его учиться на повара в Париж. Вернувшись, Осип занял место шеф-повара.
Дочь князя была замужем за российским посланником в Бразилии и Мексике. В Москве Голицыны-Горяиновы жили в доме Суворова у Никитских ворот, у церкви, где когда-то венчался Пушкин.
Голицыны-Горяиновы были хлебосольны и дружили со Львом Толстым и его сыновьями. Молодой Осип, будучи шеф-поваром, часто общался с Толстыми. Тем более, молодые Толстые и их друзья любили застолья. В семье Голицыных-Горяиновых Осип нашёл себе жену. Мария Ефимовна (девичья фамилия Шубина) была в доме княгини на правах девочки-приживалки, одновременно выполняя роль и прислуги, и подружки дочки княгини. Мария была сиротой. Когда-то её мать работала личной прачкой княгини, но умерла очень рано. Княгиня и приютила её у себя.
В годы империалистической войны Осип ушёл на войну, а Мария Ефимовна с дочкой Валентиной (её крестили в той же церкви, где венчался Пушкин) приехала в семью мужа в Зубриловку, где после революции и осталась с мужем. У них было несколько детей: Валентина, Николай (в годы отечественной войны погиб в Севастополе), Борис и Евгений.
Какое-то время они занимались крестьянством. Построили на Майской улице (обычно там селились молодожены) дом, но затем выехали в городок Ртищево. Осип Васильевич занял привычное для него место шеф-повара. А когда в 30-е годы в Зубрилове организовался санаторий, вернулся на родину. В санатории Осип Васильевич проработал шеф-поваром до конца жизни.
Это был мастер своего дела, занимавший призовые места на конкурсах. Добродушный, с улыбчивым взглядом. Невысокого роста, но основательный. Широколобый, с густыми усами. Ещё с молодости славился веселым нравом.
Мария Ефимовна — начитанная, жизнерадостная женщина. Кареглазая. Занималась воспитанием детей. Примечательная её черта — для многих, кто её знал, она была наставницей и верным другом. Творческими качествами сыновья были обязаны ей. В советское время они все получили великолепное образование».

## Литературные труды
- 1958 — Вислый камень
- 1960 — Садыя
- 1964 — Женщина с историей
- 1969 — Генерал коммуны
- 1977 — Застава
- 1981 — Пограничная вахта
- 1984 — Девятый вал
- 1989 — Схватка у Красных Камней
- 1995 — Короли преступного мира
- 1995 — Империя контрабандистов
- 1996 — Киллеры и соблазнительница мужчин
- 1996 — Русские гангстеры
- 1996 — Оборона Севастополя. Часть 1
- 1999 — Как стать талантливым
- 2000 — Танец любви
- 2001 — Блудный старец Гришка Распутин
- 2001 — Тайная свадьба императора
- 2001 — Похождения Лучезара
- 2003 — Сексуальные войны
- 2003 — Интимная жизнь элиты
- 2004 — Оборона Севастополя
- 2005 — Судьба и любовь Коко Шанель
- 2005 — Кенигсбергская рапсодия (не издано)
- 2006 — Рудольф (не окончен)

## Награды и премии
- орден Отечественной войны I степени
- орден Отечественной войны II степени
- орден Красной Звезды
- медали
- премия Коллегии Федеральной пограничной службы России «Золотой венец границы» — за роман «Оборона Севастополя»

## Вислый камень

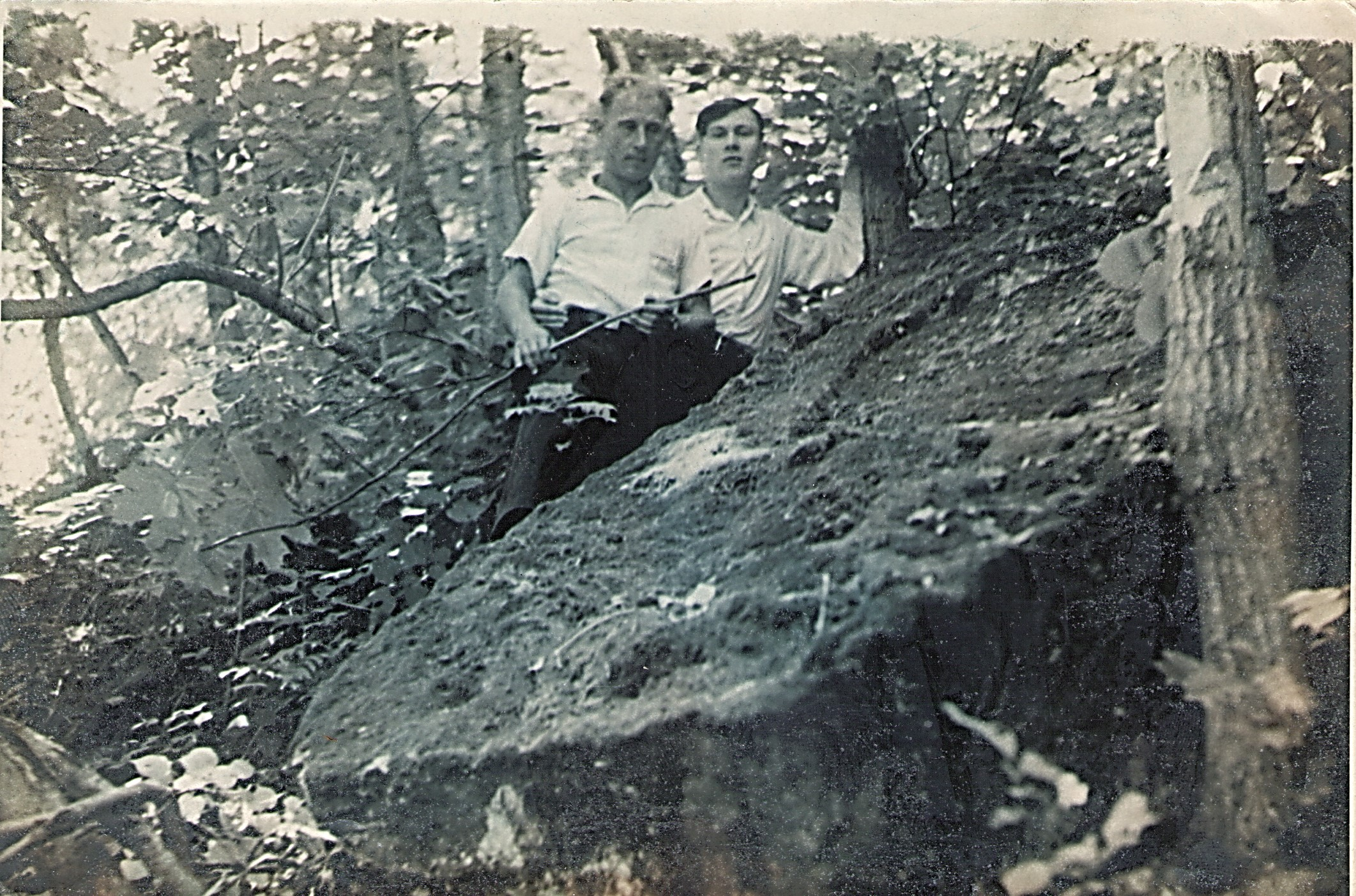
Евгений Белянкин у Вислого камня (август 1948 г.)
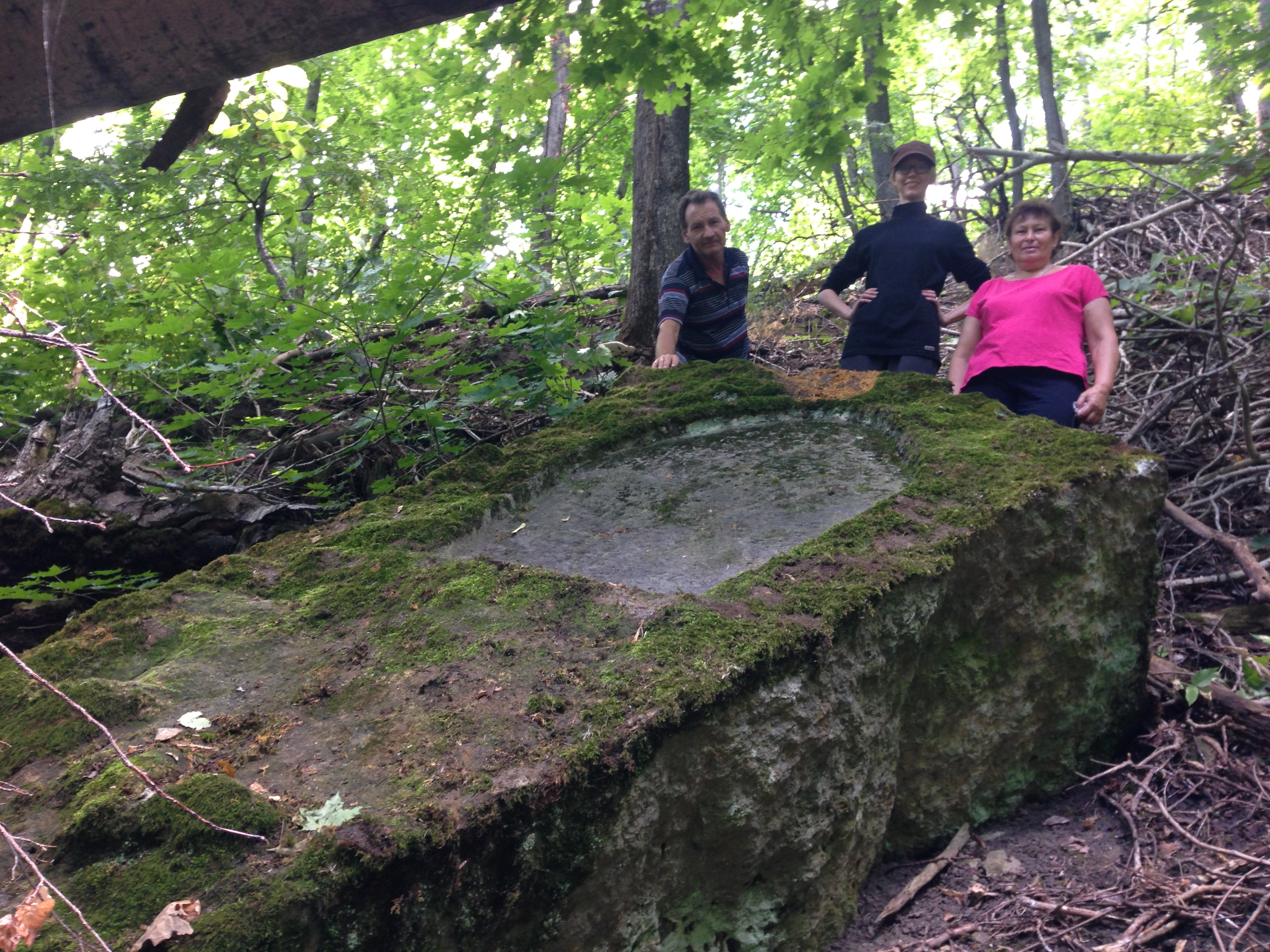
(август 2014 г.)